# Adler Trumpf

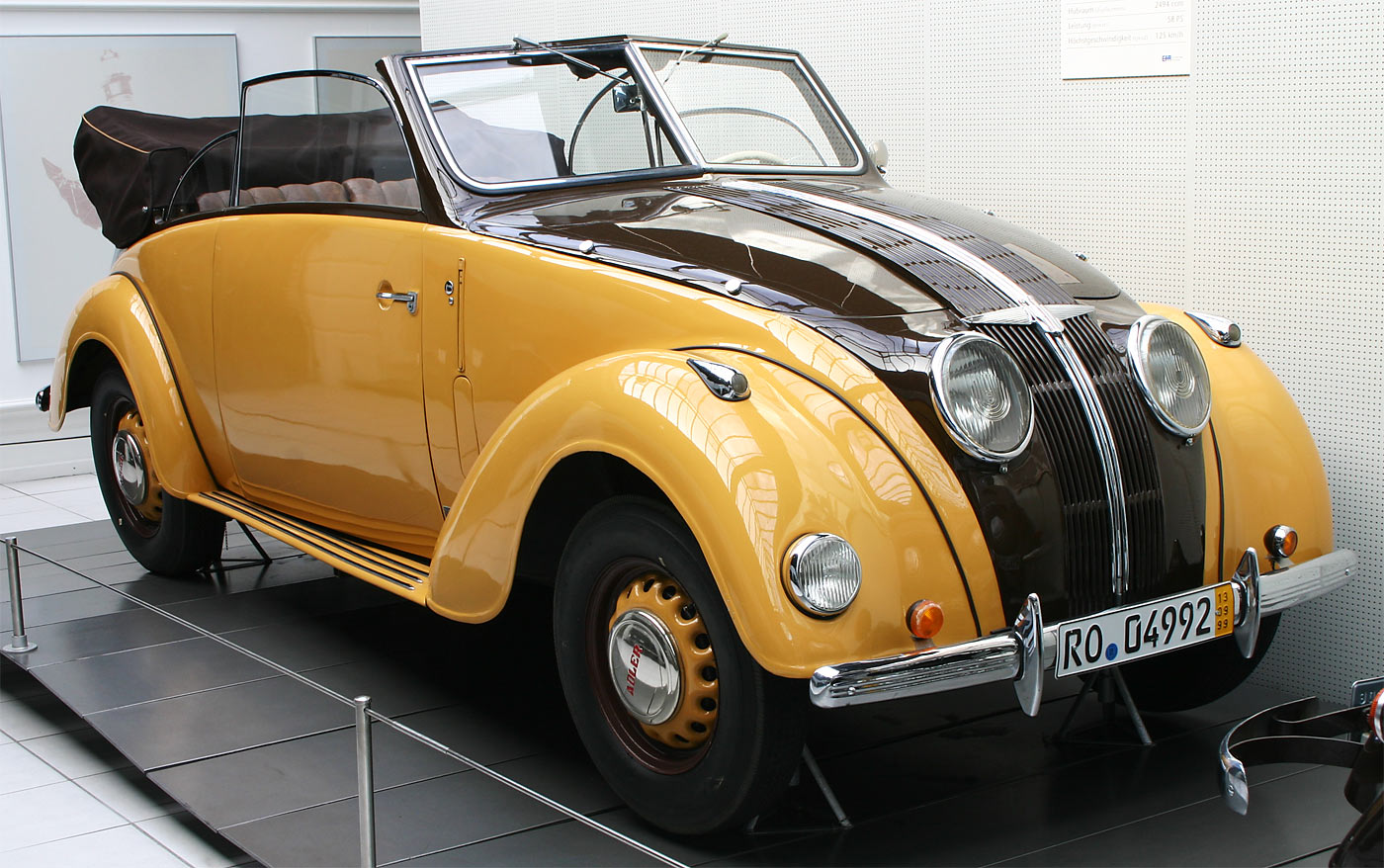
Adler 2,5 l kabriolet

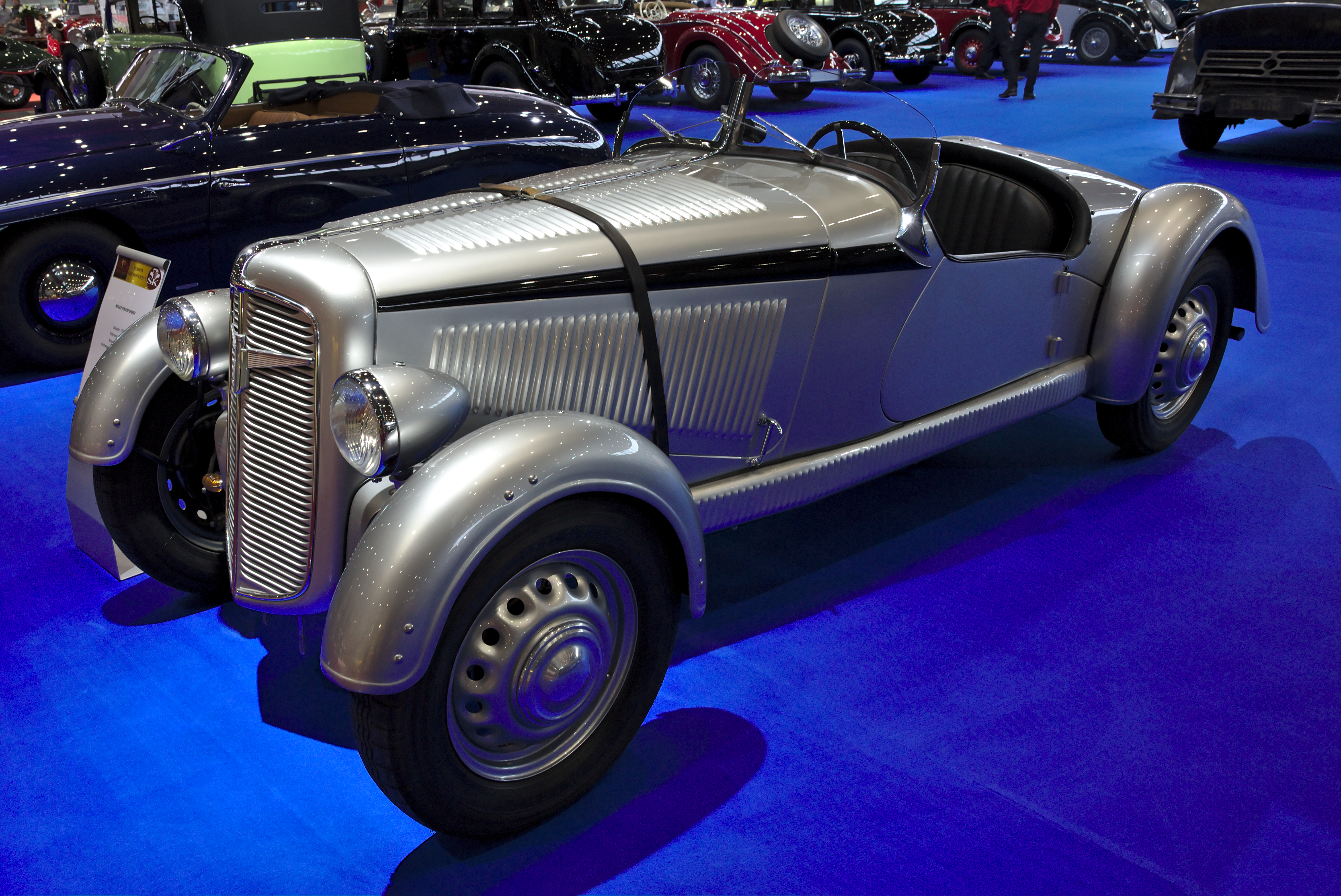
Adler Junior Sport

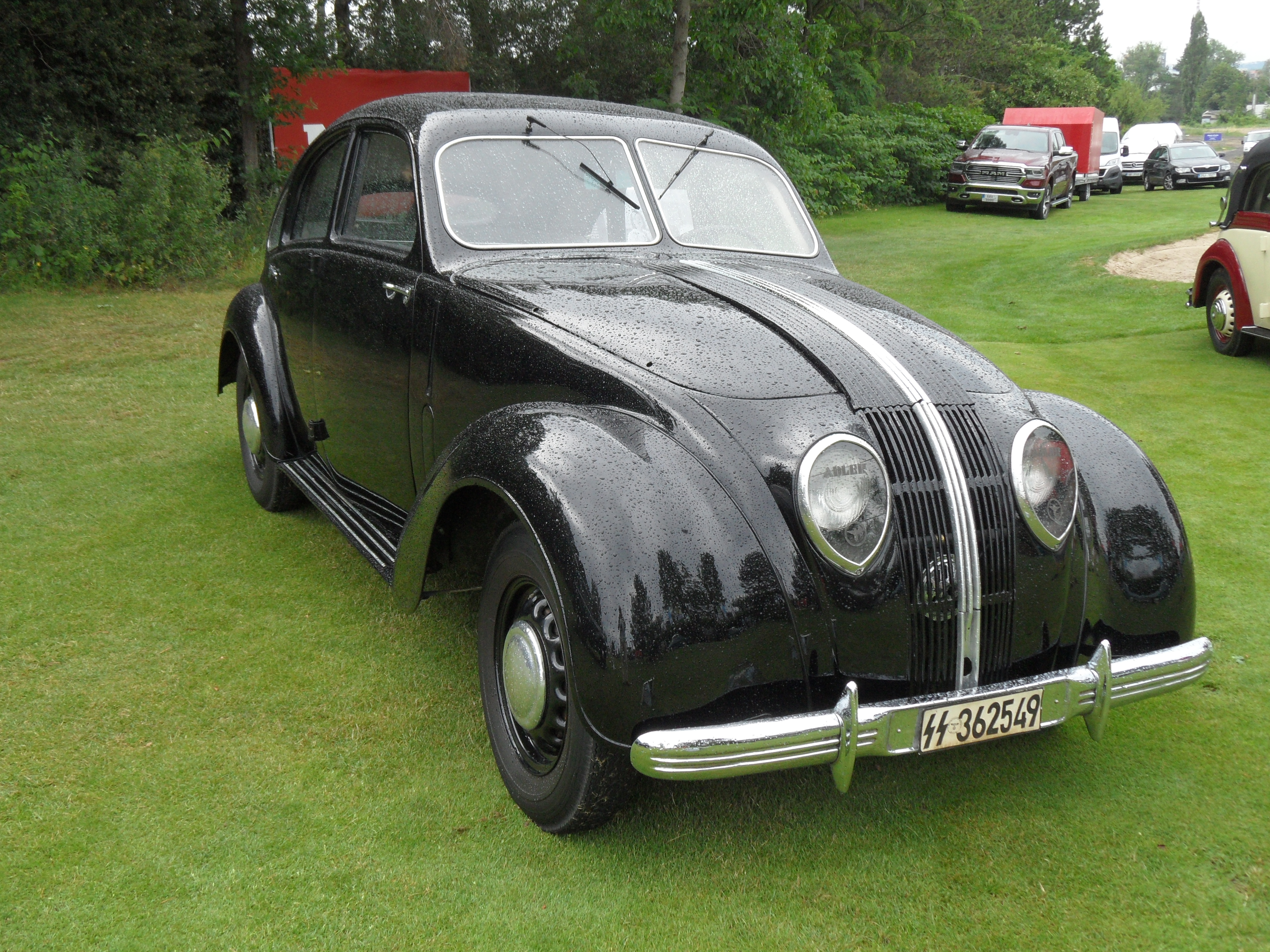
Adler 2,5 l oceněný jako „nejelegantnější filmový vůz“ na soutěži Automobilové klenoty 2019

Adler Trumpf je osobní automobil s nezávislým zavěšením kol, vyráběný firmou Adlerwerke v letech 1932-1938.
Trumpf byl osazen shodnými řadovými čtyřválci s postranními ventily motory jako jeho příbuzný a souběžně vyráběný typ Primus. Ty měly objem 1,5 l a 1,7, na rozdíl od typu Primus však měl Trumpf náhon na přední kola. Autorem této moderní koncepce byl Hans Gustav Röhr. Vozů obou prvních typů bylo do roku 1936 prodáno 18 600 kusů.
Automobily měly vpředu nezávisle zavěšená kola se dvěma příčně uloženými listovými pružinami, vzadu podélné výkyvné polonápravy. Na všech kolech byly bubnové brzdy. Rám všech vozů byl skříňový, plošinový.
Aerodynamická karosérie sportovních verzí byla testována v aerodynamickém tunelu, výsledkem bylo 22 mezinárodních rekordů, které získaly vozy z let 1935 a 1936. Po roce 1934 už byly vyráběny jen modely s motory o objemu 1,7 l, do roku 1938 jich vzniklo 7 003.
V roce 1934 vznikla prodejně velmi úspěšná verze Trumpf Junior (a Junior Sport) s motorem o objemu 996 cm³, obou bylo do roku 1938 vyrobeno více než 80 000 kusů. Od roku 1938 byl vyráběn i proudnicový model Adler Trumpf 2,5 l Sport s motorem 2 494 cm³ a maximálním výkonem 58,8 kW (80 k). Jeho maximální rychlost byla 150 km/h.
V roce 1937 zvítězil Trumpf upravený na aerodynamické dvoudveřové dvoumístné kupé s motorem o výkonu 40 kW (55 koní) ve třídě do 2 l v závodě 24 hodin Le Mans.

## Technické údaje
| Typ                    | 1,5 Liter AV                  | Sport                         | 1,7 Liter AV                  | 1,7 Liter EV                  |
| Výroba v               | 1932-1934                     | 1933-1935                     | 1933-1936                     | 1936-1938                     |
| Karoserie              | L2, L4, Cb2                   | R2                            | L2, L4, Cb2                   | L4, Cb2                       |
| Motor                  | čtyřválcový řadový čtyřtaktní | čtyřválcový řadový čtyřtaktní | čtyřválcový řadový čtyřtaktní | čtyřválcový řadový čtyřtaktní |
| Ventilový rozvod       | SV                            | SV                            | SV                            | SV                            |
| Vrtání x zdvih         | 71 mm x 95 mm                 | 74,25 mm x 95 mm              | 74,25 mm x 95 mm              | 74,25 mm x 95 mm              |
| Objem                  | 1 504 cm³                     | 1 645 cm³                     | 1 645 cm³                     | 1 645 cm³                     |
| Výkon (koní)           | 32-33                         | 47                            | 38                            | 38                            |
| Výkon (kW)             | 23,5-24,2                     | 34,5                          | 28                            | 28                            |
| Spotřeba               | 10 l/100 km                   | 15 l/100 km                   | 11 l/100 km                   | 12 l/100 km                   |
| Maximální rychlost     | 95 km/h                       | 115 km/h                      | 100 km/h                      | 102 km/h                      |
| Celková hmotnost       | 1 300 - 1 340 kg              | 1 200 kg                      | 1 300 - 1 340 kg              | 1 420 - 1 460 kg              |
| Elektroinstalace       | 6 Volt                        | 6 V                           | 6 V                           | 6 V                           |
| Délka                  | 4 150 mm                      | 4 150 mm                      | 4 150 mm                      | 4 540 mm                      |
| Šířka                  | 1 600 mm                      | 1 600 mm                      | 1 600 mm                      | 1 600 mm                      |
| Výška                  | 1 580 mm                      | 1 550 mm                      | 1 580 mm                      | 1 580 mm                      |
| Rozvor                 | 2 825 mm                      | 2 825 mm                      | 2 825 mm                      | 2 920 mm                      |
| Rozchod vpředu / vzadu | 1 250 mm / 1 250 mm           | 1 250 mm / 1 250 mm           | 1 250 mm / 1 250 mm           | 1 300 mm / 1 300 mm           |
| Poloměr otáčení        | 11,6 m                        | 11,6 m                        | 11,6 m                        | 12,3 m                        |

- L2 = dvoudveřová limuzína
- L4 = čtyřdveřová limuzína
- Cb2 = dvoudveřový kabriolet
- R2 = dvoudveřový roadster